# 樊臣
樊臣（1488年—？），字以忠，號自軒，江西南昌府進賢縣人，民籍，明朝政治人物。

## 生平
嘉靖四年（1525年）乙酉科江西鄉試第六十三名舉人。嘉靖八年（1529年）中式己丑科會試第一百二十七名，登第二甲第七十三名進士。歷官主事、郎中，出为知府。

## 家族
曾祖樊仕貫，贈禮部郎中；祖父樊金，曾任運使；父樊祚，母趙氏；繼母吳氏。慈侍下。弟匡、匯、巨。